# مارتن جنسن
مارتن جنسن (بالدنماركية: Martin Jensen)‏ (و. 1978  م) هو لاعب كرة قدم، من الدنمارك، ولد في إيسبيرغ، يلعب كمُدَافِع.